# 徐学渊
徐学渊（1970年7月—），女，浙江人，中华人民共和国外交官，现任中华人民共和国驻巴拿马共和国特命全权大使。

## 生平
毕业于复旦大学。1996年，进入中华人民共和国外交部工作，先后在外交部北美大洋洲司、驻特立尼达和多巴哥大使馆任职。2011年，任驻美国大使馆参赞。2015年，任外交部北美大洋洲司副司长。2018年1月，任驻美国大使馆公使。2021年底，接替李克新成为大使馆副馆长。2023年1月2日至5月23日期间任驻美临时代办。2024年3月，出任中华人民共和国驻巴拿马大使。

## 家庭
已婚，有一子。